# The Man (canción de Ed Sheeran)
"The Man" es una canción por el cantautor Ed Sheeran, con colaboración del productor Jake Gosling. La canción fue lanzada por iTunes el 19 de junio de 2014, como el sexto de siete sencillos promocionales de su segundo álbum de estudio, x. Entró al UK Singles Chart con el número 87.

## Críticas
Jason Lipshutz de Billboard comparó el rap de Sheeran con el rap de Mike Skinner de The Streets.

## Listas
| Chart (2014)                         | Peak position |
| ------------------------------------ | ------------- |
| Dinamarca (Tracklisten)              | 9             |
| Francia (SNEP)                       | 49            |
| Países Bajos (Mega Single Top 100)   | 56            |
| España (Top 100 Canciones)           | 50            |
| UK Singles (Official Charts Company) | 87            |